# Peugeot EX1
Peugeot EX1 — спортивний концепт-електромобіль французької компанії Пежо. Створено до ювілею компанії в 2010 році. Електромобіль оснащений двома двигунами, які забезпечують 250 кВ (340 л. с.) і 480 Нм крутящого моменту.

## Обзор
На честь святкування 200-річчя автокомпанії Пежо, автомобіль замислювався як щось приголомшливе.
Електромобіль зміг побити 6 рекордів серед автомобілів до 1000 кг. Розгін з місця: 1/8 милі (8,89 с), 1/4 милі (14,9 ), 500 м (16,81 с), 1/2 милі (28,16 з), 1 миля (41,09 с). Розгін від 0 до 60 миль/год за 3,55 с. Максимальна швидкість 161 миль/год.

## Галерея

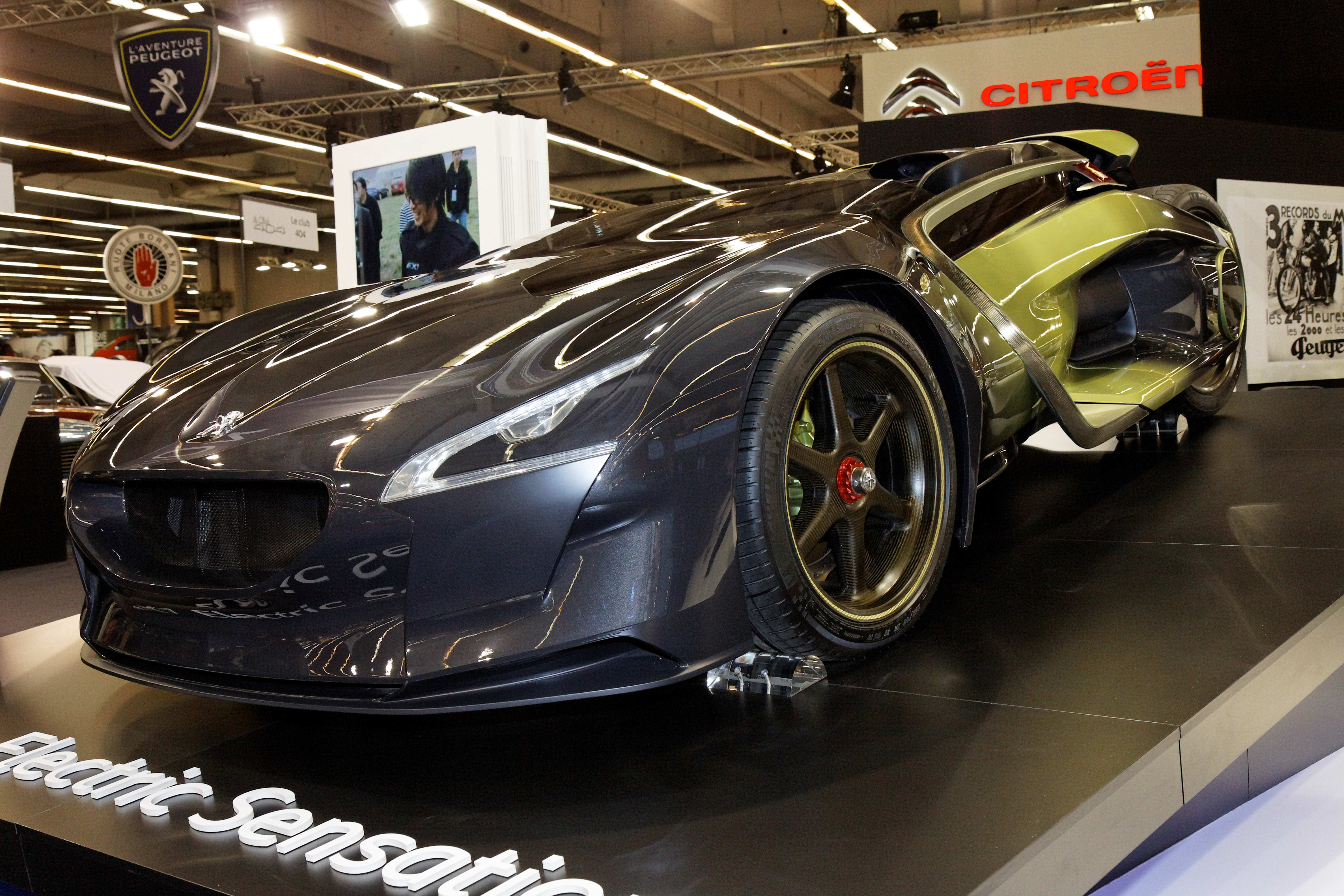
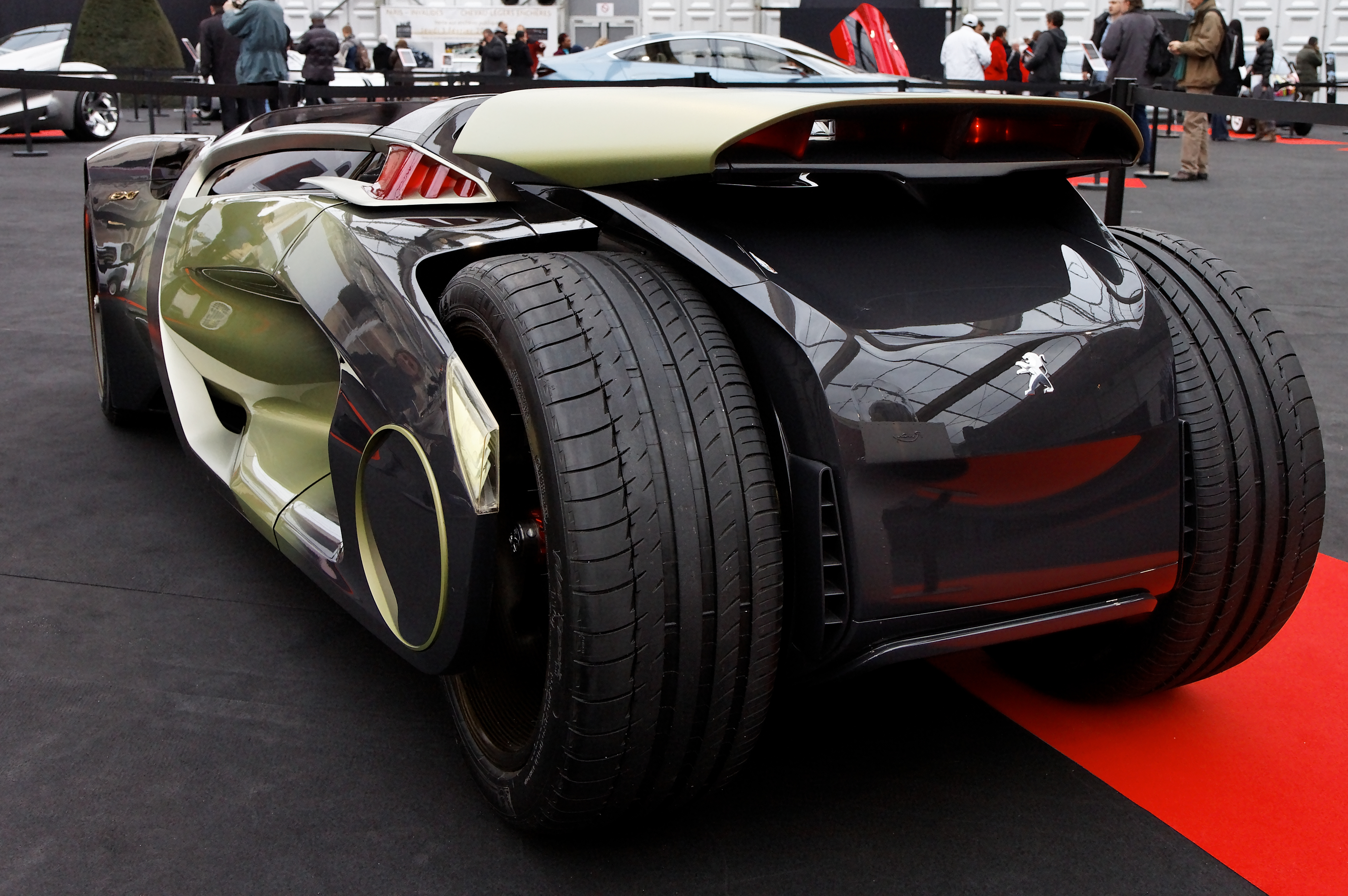
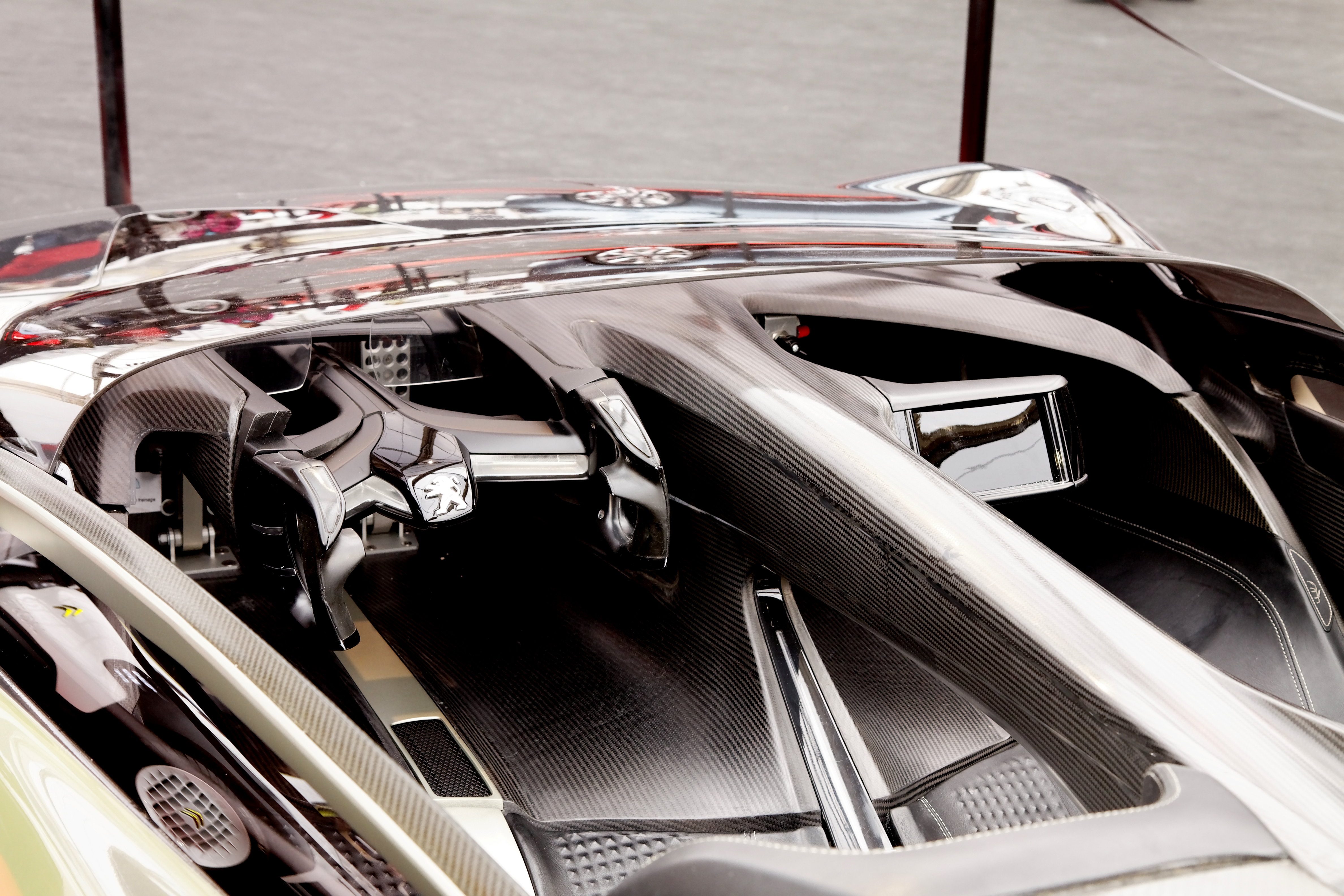